# Carrier (biologia)
Il trasporto di piccole molecole organiche attraverso le membrane cellulari richiede generalmente una proteina trasportatrice (carrier), poiché le molecole che devono permeare sono spesso troppo polari o troppo grandi per penetrare da sole nelle membrane. Vi sono molti esempi di tali trasportatori, tra i quali quelli responsabili del trasporto del glucosio e degli amminoacidi all'interno delle cellule, del trasporto di ioni sodio e calcio dall'interno all'esterno delle cellule, della captazione nelle terminazioni nervose di precursori dei neurotrasmettitori (quali la colina) o dei neurotrasmettitori stessi (come nel caso della noradrenalina, della 5-HT, del glutammato, e dei peptidi).
Le proteine trasportatrici contengono un sito di riconoscimento, che le definisce come specifiche per una determinata specie permeante, e non è sorprendente che questi siti di riconoscimento possano essere anche bersagli per farmaci, il cui effetto è quello di bloccare il sistema di trasporto.
| Trasportatori                                                        | Inibitori                          |
| -------------------------------------------------------------------- | ---------------------------------- |
| Colina (terminazioni nervose)                                        | Emicolinio                         |
| Noradrenalina (ricaptazione 1)                                       | Antidepressivi triciclici, cocaina |
| Noradrenalina (ricaptazione vescicolare)                             | Reserpina                          |
| Cotrasportatore {\displaystyle Na^{+}/K^{+}/2Cl^{-}} (ansa di Henle) | Diuretici dell'ansa                |
| Pompa {\displaystyle Na^{+}/K^{+}}                                   | Glicosidi cardioattivi             |
| Pompa protonica (mucosa gastrica)                                    | Omeprazolo                         |